# Window of the World
Il parco Window of the World (世界之窗, Shìjiè zhī Chuāng, oppure 小人国) è un parco a tema situato nella parte occidentale della città di Shenzhen, nella Repubblica Popolare Cinese. Contiene all'incirca 130 riproduzioni di alcune delle più famose attrazioni turistiche del mondo sparpagliate in circa 48 ettari (118 acri). La Torre Eiffel di 108 metri domina l'orizzonte del parco, mentre le piramidi ed il Taj Mahal posti in prossimità l'uno dell'altro creano un'atmosfera irreale.

## Trasporti
Fin dal 2004, quando fu aperta la metropolitana di Shenzhen, i turisti possono raggiungere il parco via metrò attraverso la Linea 1 che parte dalla Stazione Shijiezhichuang.

## Nei media
Nel suo romanzo a fumetti autobiografico Shenzhen, Guy Delisle visita il parco con un conoscente cinese.

## Lista delle maggiori attrazioni di Window of the World

### Regione europea
- Francia
  - La Torre Eiffel, l'Arco di Trionfo, la Piramide del Louvre, Cattedrale di Notre-Dame e le fontane dei Giardini del Lussemburgo a Parigi
  - Il Palazzo di Versailles, vicina alla città di Versailles, Île-de-France
  - L'abbazia di Mont-Saint-Michel in Normandia
  - Il Pont du Gard di Vers-Pont-du-Gard, Languedoc-Roussillon
- Germania
  - La Cattedrale di Colonia, Renania Settentrionale-Vestfalia
- Grecia
  - L'Acropoli di Atene, Attica
- Italia
  - Il Colosseo, la Fontana di Trevi e la Piazza di Spagna di Roma, Lazio
  - La Torre pendente di Pisa e la Cattedrale di Pisa, Toscana
  - La Piazza della Signoria di Firenze, Toscana
  - I canali e Piazza San Marco a Venezia, Veneto
  - Il monte Cervino, tra la Valle d'Aosta ed il cantone svizzero del Vallese
- Paesi Bassi
  - Un tipico paesaggio olandese con mulini a vento e tulipani
- Russia
  - Le mura e le torri del Cremlino di Mosca e la Cattedrale di San Basilio
- Spagna
  - La Corte dei Leoni del palazzo dell'Alhambra a Granada, Andalusia
  - Il Parco Güell a Barcellona, Catalogna
- Svizzera
  - Il Cervino (vedi la sezione sull'Italia);
- Regno Unito
  - Il Palazzo di Westminster, Buckingham Palace, il Tower Bridge di Londra, Inghilterra
  - Stonehenge, vicino a Salisbury, Inghilterra

### Regione asiatica
- Il Tempio del Buddha di Smeraldo, Thailandia
- Il Palazzo Gyeongbok, Corea del Sud
- Il Santuario di Itsukushima, Giappone
- Il Castello di Himeji, Giappone
- Tempio di Modhera, India
- Borobudur, Indonesia
- Angkor Wat, Cambogia
- Il Taj Mahal, India
- La Pagoda Shwedagon, Myanmar
- La torre del Kuwait
- Il Merlion, Singapore
- Il Kek Lok Si, Malaysia
- Il Fuji, Giappone

### Regione oceaniana
- Le case tradizionali dei Maori, Nuova Zelanda
- La Sydney Opera House, Australia
- La Fontana dei 100 Metri
- Uluṟu (Ayers Rock), Australia

### Regione africana
- Le Piramidi e la Sfinge di Giza, Egitto
- Il Tempio Maggiore di Abu Simbel, Egitto
- Il Faro di Alessandria, Egitto
- Le case tradizionali degli abitanti dell'Africa

I grattacieli di Manhattan a New York

- La Porta d'avorio, Kenya
- L'Africa Safari Park, Kenya

### Regione americana
- Disneyland, U.S.A.
- Monte Rushmore National Memorial, U.S.A.
- La Casa Bianca, U.S.A.
- Grattacieli del quartiere di Manhattan a New York, U.S.A.
- Monte Corcovado, Brasile
- La Statua della Libertà, U.S.A.
- Il Congresso nazionale del Brasile, Brasile
- I totem degli Indiani d'America
- Le Statue dei Guerrieri, Messico
- Il Campidoglio degli Stati Uniti, U.S.A.
- Il Jefferson Memorial, U.S.A.
- Il Lincoln Memorial, U.S.A.
- Il Globose, Messico
- I Moai dell'Isola di Pasqua, Cile
- Le Linee di Nazca, Perù

### Altre regioni
- Asia-style Street
- Islamic Street
- Church of Europe-Style Street
- Johann Strauss Music Square, Austria
- The Square of the Atmosphere
- Garden of World Sculptures